# Episodi di Beavis and Butt-head (terza stagione)
La terza stagione della serie televisiva Beavis and Butt-head, composta da 31 episodi, è stata trasmessa negli Stati Uniti, da MTV, dal 6 settembre 1993 al 5 marzo 1994.
In Italia è stata trasmessa dal 1994 (sottotitolata) su MTV Europe e dal 1998 (doppiata) su MTV. La terza stagione è stata trasmessa in prima visione nel corso del 1998. L'ordine di tramissione italiano differisce da quello americano. "Autolavaggio", "Lo scontro", "Freesbee" e "Stranero in visita" sono gli unici episodi di questa stagione che risultano essere stati tramessi in Italia.
L'episodio Comedians è stato censurato in America a causa di un presunto incidente che sarebbe stato causato da un bambino imitando l'episodio in questione. Il doppiaggio italiano è stato eseguito da Luigi Rosa e Paolo Rossi, rispettivamente nei ruoli di Beavis e Butt-head.
| nº | Titolo originale                                   | Titolo italiano     | Prima TV USA      | Prima TV Italia       |
| -- | -------------------------------------------------- | ------------------- | ----------------- | --------------------- |
| 1  | Comedians                                          |                     | 6 settembre 1993  | Probabilmente inedito |
| 2  | Carwash                                            | Autolavaggio        | 6 settembre 1993  | ?                     |
| 3  | Couch-Fishing                                      |                     | 7 settembre 1993  | Probabilmente inedito |
| 4  | Incognito                                          |                     | 8 settembre 1993  | Probabilmente inedito |
| 5  | Kidnapped                                          |                     | 8 settembre 1993  | Probabilmente inedito |
| 6  | Kidnapped, Part II                                 |                     | 8 settembre 1993  | Probabilmente inedito |
| 7  | Naked Colony                                       |                     | 13 settembre 1993 | Probabilmente inedito |
| 8  | Tornado                                            |                     | 14 settembre 1993 | Probabilmente inedito |
| 9  | Cleaning House                                     |                     | 20 settembre 1993 | Probabilmente inedito |
| 10 | Scratch 'n' Win                                    |                     | 21 settembre 1993 | Probabilmente inedito |
| 11 | Scared Straight                                    |                     | 27 settembre 1993 | Probabilmente inedito |
| 12 | Eating Contest                                     |                     | 30 settembre 1993 | Probabilmente inedito |
| 13 | Sporting Goods                                     | Articoli sportivi   | 4 ottobre 1993    | 5 agosto 2025         |
| 14 | Sperm Bank                                         |                     | 7 ottobre 1993    | Probabilmente inedito |
| 15 | Buff 'n' Stuff                                     |                     | 14 ottobre 1993   | Probabilmente inedito |
| 16 | Citizen Butt-head                                  |                     | 18 ottobre 1993   | Probabilmente inedito |
| 17 | Citizen Butt-head, Part II                         |                     | 18 ottobre 1993   | Probabilmente inedito |
| 18 | Politically Correct                                |                     | 21 ottobre 1993   | Probabilmente inedito |
| 19 | Ball Breakers                                      |                     | 25 ottobre 1993   | Probabilmente inedito |
| 20 | Meet God                                           |                     | 28 ottobre 1993   | Probabilmente inedito |
| 21 | Meet God, Part II                                  |                     | 28 ottobre 1993   | Probabilmente inedito |
| 22 | True Crime                                         |                     | 1º novembre 1993  | Probabilmente inedito |
| 23 | The Trial                                          |                     | 4 novembre 1993   | Probabilmente inedito |
| 24 | The Crush                                          | Lo scontro          | 8 novembre 1993   | 7 aprile 1998         |
| 25 | Plate Frisbee                                      | Freesbee            | 11 novembre 1993  | 7 aprile 1998         |
| 26 | Canoe                                              |                     | 15 novembre 1993  | Probabilmente inedito |
| 27 | Young, Gifted, & Crude                             |                     | 25 novembre 1993  | Probabilmente inedito |
| 28 | Foreign Exchange                                   | Straniero in visita | 9 dicembre 1993   | ?                     |
| 29 | A Very Special Christmas With Beavis and Butt-head |                     | 17 dicembre 1993  | Probabilmente inedito |
| 30 | Closing Time                                       |                     | 23 dicembre 1993  | Probabilmente inedito |
| 31 | Most Wanted                                        |                     | 5 marzo 1994      | Probabilmente inedito |

## Comedians
Beavis e Butt-head decidono di esibirsi in un comedy club, ma il tutto finirà con un incendio appiccato da Beavis con un giornale.

### Video musicali
- Primus – "My Name Is Mud"
- Tiffany – "I Think We're Alone Now"
- Vince Neil – "Sister of Pain"
- Belly – "Feed the Tree"

- Note: Il 6 ottobre 1993 (esattamente un mese dopo la trasmissione dell'episodio), Austin Messner, un bambino di 5 anni di Moraine, in Ohio,[2] stava guardando la replica dell'episodio. Quella notte, uscì dal letto e tentò di copiare la scena quando Beavis destreggiava nel mettere a fuoco i giornali di un club. Di conseguenza, Messner ha bruciato la sua roulotte, uccidendo sua sorella Jessica di 2 anni.[3][4] Una settimana dopo l'incidente, MTV ha deciso di spostare gli episodi alle 22:30 anziché alle 19:00 e ha deciso di eliminare eventuali riferimenti agli incendi presenti negli episodi della serie. Dovettero modificare pesantemente l'episodio prima che venisse definitivamente cancellato.[5]

## Autolavaggio
Beavis e Butt-Head accettano di lavare una Chevrolet Corvair, con lo scopo di recimolare i soldi per comprare le batterie del telecomendo della TV; il duo poi prende la saggia decisione di farci un giro.

### Video musicali
- 24-7 Spyz – "Stuntman"
- Bon Jovi – "In These Arms"
- Vanessa Williams – "Work to Do"

## Couch-Fishing
Beavis and Butt-head decidono di andare a pesca, dopo aver visto uno spettacolo della fauna selvatica in TV sui pesci. Rubano una canna e un mulinello a Tom Anderson, ma purtroppo, non sono nei pressi di uno specchio d'acqua dove possono catturare pesci veri.

### Video musicali
- INXS – "Not Enough Time"
- Danzig – "Mother"
- Suicidal Tendencies – "Institutionalized"
- Bee Gees – "Jive Talkin'"

## Incognito
Sotto la minaccia di una possibile morte da parte di uno studente armato di pistola, il duo cercherà di non farsi riconoscere utilizzando vari travestimenti.

### Video musicali
- Run–D.M.C. – "Down with the King"
- Megadeth – "Sweating Bullets"
- Frank Black – "Los Angeles"

## Kidnapped
Beavis e Butt-Head cominciano a complottare per "rapire" Stewart, con lo scopo di ottenere un riscatto.

### Video musicali
- Kix – "Cool Kids"
- Kylie Minogue – "Locomotion"
- Raging Slab – "Anywhere but Here"
- White Zombie – "Welcome to Planet Motherfucker"

## Kidnapped - Part 2
Il "rapimento" di Stewart si dimostra più complicato di quanto la coppia si aspettasse.

### Video musicali
- Led Zeppelin – "Over the Hills and Far Away"
- The Shamen – "Ebeneezer Goode"
- Blondie – "Rapture"
- Beastie Boys – "Gratitude"

## Naked Colony
Beavis e Butt-head, tentano di entrare in una colonia di nudisti, ma non sono soddisfatti con il costo del biglietto.

### Video musicali
- Stone Temple Pilots – "Plush"
- Karyn White – "The Way I Feel About You"
- Cycle Sluts From Hell – "I Wish You Were a Beer"
- Odds – "Heterosexual Man"

## Tornado
Dopo aver sentito dell'arrivo di un tornado alla tv, il duo decide di indagare in un parcheggio per roulotte incontrando due ragazze che vogliono avere un rapporto sessuale con due uomini prima di morire nella tempesta.

### Video musicali
- Ministry – "Just One Fix"
- Accept – "Balls to the Wall"
- Samantha Fox – "Naughty Girls (Need Love Too)"
- PJ Harvey – "50ft Queenie"

## Cleaning House
Beavis e Butt-head sono stati assunti per un lavoro dal loro insegnante, David Van Driessen, ma il duo finirà per distruggere tutta la sua collezione di videotape.

### Video musicali
- Krokus – "School's Out"
- The Mission – "Like a Child Again"
- Army of Lovers – "Crucified"

## Scratch 'n' Win
Beavis e Butt-head comprano per un dollaro un biglietto della lotteria e vincono $ 500, in seguito cercano delle idee per spenderli.

### Video musicali
- ZZ Top – "Viva Las Vegas"
- MARRS – "Pump Up the Volume"
- Alien Sex Fiend – "Now I'm Feeling Zombified"
- Ugly Kid Joe – "Neighbor"

## Scared Straight
In questa puntata Beavis e Butt-Head si ritroveranno in prigione.

### Video musicali
- Judas Priest – "Breaking the Law"
- Plasmatics – "The Damned" (questo video verrà in seguito sostituito da U2 – "Lemon")
- The Dead Milkmen – "Punk Rock Girl"

## Eating Contest
Beavis e Butt-head partecipano a una gara a chi mangia di più.

### Video musicali
- U2 – "Mysterious Ways"
- Circus of Power – "Heaven or Hell"
- David Lee Roth – "Just a Gigolo/I Ain't Got Nobody"

## Articoli sportivi
Beavis e Butt-head vengono invitati dal professor Buzzcut ad acquistare dei sospensori, in quanto obbligatori per le sue lezioni di educazione fisica. Daria lo scriverà nel giornale della scuola.

### Video musicali
- Red Hot Chili Peppers – "Breaking the Girl"
- DJ Jazzy Jeff & The Fresh Prince – "Girls Ain't Nothing But Trouble"

## Sperm Bank
Il duo scopre il concetto di vendita di sperma, e iniziano ad offrire i loro servizi presso gli uffici del dottor Rod Johnson.

### Video musicali
- Peter Gabriel – "Sledgehammer"
- Pantera – "Mouth for War"
- Siouxsie and the Banshees – "Peek-a-Boo"
- Red Hot Chili Peppers – "Suck My Kiss"

## Buff 'N Stuff
Disgustato per il loro fisico patetico, il professor Buzzcut decide di arruolare Beavis e Butt-Head in un allenamento con i pesi.

### Video musicali
- Milli Vanilli – "Baby Don't Forget My Number"
- Journey – "Separate Ways (Worlds Apart)"
- Onyx featuring Biohazard – "Slam"
- Eddie Money – "Shakin'"

## Citizen Butt-head
Il preside McVicker cerca di allontare Beavis e Butt-head dalla scuola, poco prima di ricevere il Presidente degli Stati Uniti Bill Clinton.

### Video musicali
- Tag Team – "Whoomp! (There It Is)"
- Daisy Chainsaw – "Love Your Money"
- Tool – "Sober"

## Citizen Butt-head, part 2
Bill Clinton visita Highland, e incontra Beavis e Butt-head durante un'assemblea.

### Video musicali
- Rollins Band – "Low Self Opinion"
- Suzanne Vega – "Blood Makes Noise"
- The Georgia Satellites – "Keep Your Hands to Yourself"

## Politically Correct
Beavis e Butt-Head si candidano come rappresentanti di classe.

### Video musicali
- Yoko Ono – "My Man"
- Metallica – "One"
- The Beloved – "Sweet Harmony"

## Ball Breakers
Il duo giocando a bowling finirà per rubare la palla del loro vicino Tom Anderson, caduto dal tetto di un edificio sulla strada.

### Video musicali
- Dread Zeppelin – "Heartbreaker"
- Skatenigs – "Chemical Imbalance"
- Skid Row – "Monkey Business"

## Meet God
I due cercheranno facendo l'autostop di fare colpo con delle ragazze e inconsapevolmente, partecipare a una setta.

### Video musicali
- Helloween – "Halloween"
- The Dickies – "Killer Klowns"
- The Sisters of Mercy – "Doctor Jeep"
- Electric Sun – "The Night the Master Comes"
- Prong – "Prove You Wrong"

## Meet God - Part 2
Beavis e Butt-head finiranno al culto di un uomo che afferma di essere Dio.

### Video musicali
- Alice Cooper – "Welcome to My Nightmare"
- Bauhaus – "Ziggy Stardust"
- Madonna – "Fever"
- Bananarama – "Venus"

## True Crime
Beavis e Butt-head entrano in banca, solo per scoprire che qualcuno abbia lasciato la loro carta di credito in ATM. Sorprendentemente, Beavis capisce il codice PIN della scheda, e il duo riscuote migliaia di dollari dal conto della persona. L'incidente, però, viene catturato su CCTV e finirà per essere mostrato in America Most Hated, una parodia di America Most Wanted. È emerso che la carta di credito in realtà apparteneva ad un giocatore di basket professionista, e il codice PIN intuito da Beavis è "Balls". La polizia non avrà successo e il progetto di una squadra armata (mostrato in TV come Coppers, una parodia di Cops) provvederà a recuperare il denaro.

### Video musicali
- Vanilla Ice – "Ice, Ice Baby"
- Alice in Chains – "Man in the Box"
- Grace Jones – "Demolition Man"
- The Trash Can Sinatras – "Hay Fever"

## The Trial
Beavis e Butt-Head tirano delle uova contro la casa di Tom Anderson. Tuttavia, essi non hanno alcuna difesa, se non da Butthead, che si basa sulla sua visione della Corte degli Studenti come un modo di difesa. Alla fine, Beavis e Butt-head saranno condannati al servizio della comunità, tuttavia, l'episodio si conclude con il duo che incita di nuovo la casa di Tom.

### Video musicali
- The Cult – "Lil' Devil"
- George Michael – "Killer/Papa Was a Rollin' Stone"
- Edie Brickell & New Bohemians – "What I Am"

## Lo scontro
I due tenteranno di unirsi alla banda del criminale Todd, ed entreranno insieme nel bagagliaio della sua auto come un test di iniziazione. Il nome del episodio si riferisce anche alla calcache che ha la coppia in questo episodio.

### Video musicali
- Rick James – "Superfreak"
- Scandal – "Goodbye to You"
- T'Pau – "Heart and Soul"
- Biz Markie – "Just a Friend"
- Joan Jett – "Do You Wanna Touch Me"
- Depeche Mode – "I Feel You"

## Freesbee
Beavis e Butt-head utilizzano un antico piatto appartenente alla madre di Stewart come un frisbee.

### Video musicali
- Dolly Parton – "More Where That Came From"
- King Missile – "Martin Scorsese"
- Quicksand – "Dine Alone"
- Chris Isaak – "Wicked Game"

## Canoe
Van Driessen invita il duo e Stewart su un viaggio in canoa, completo di edera velenosa e un attacco di orso.

### Video musicali
- Frank Zappa – "You Are What You Is"
- The Europeans – "The Animal Song"
- Motörhead – "No Voices in the Sky"
- The Replacements – "Bastards of Young"

## Young, Gifted 'n Crude
Il duo in qualche modo passano un test e finiscono in una classe di talenti.

### Video musicali
- Infectious Grooves – "Three Headed Mind Pollution"
- Ethyl Meatplow – "Devil's Johnson"
- Rockwell – "Somebody's Watching Me"

## Straniero in visita
Il duo fa amicizia con uno studente di cambio dal Giappone.

### Video musicali
- Madness – "One Step Beyond"
- Jordy – "Dur dur d'être bébé!"
- Cypress Hill – "Insane in the Brain"
- Art of Noise – "Close (To the Edit)"

## A Very Special Christmas with Beavis and Butt-Head
Episodio speciale, il duo commenta svariati video musicali a tema natalizio.

### Video musicali
- Hall & Oates – "Jingle Bell Rock"
- Leon Redbone with Dr. John – "Frosty the Snowman"
- Bing Crosby with David Bowie – "The Little Drummer Boy"
- Band Aid – "Do They Know It's Christmas?"
- Tony Bennett – "White Christmas"
- Elmo and Patsy – "Grandma Got Run Over by a Reindeer"
- Billy Squier – "Christmas Is the Time to Say I Love You"
- Hoodoo Gurus – "The Little Drummer Boy"
- The California Raisins – "Rudolph the Red-Nosed Reindeer"
- Run–D.M.C. – "Xmas in Hollis"
- Bad News – "Cashing in on Christmas"
- David Johansen – "Zat You Santa Claus?"
- Max Headroom – "Merry Christmas Santa Claus"
- Ramones – "Merry Christmas (I Don't Want to Fight Tonight)"

## Closing Time
Beavis e Butt-head causeranno del caos dopo la chiusura del Burger World.

### Video musicali
- Björk – "Human Behavior"
- Peter Gabriel – "Kiss That Frog"

## Most Wanted
Episodio speciale. I due saranno di fronte a un serial killer in fuga.

### Video musicali
- PJ Harvey – "Man-Size"
- The Flaming Lips – "She Don't Use Jelly"
- Type O Negative – "Black No. 1 (Little Miss Scare-All)"
- Love and Rockets – "No New Tale to Tell"
- Billy Joel – "Uptown Girl"
- Clutch – "A Shogun Named Marcus"
- Tori Amos – "Crucify"
- Candlebox – "Change"